# Hochbildfotografie

Mit zunehmender Höhe verändert sich der Blickwinkel.

Die Hochbildfotografie, ist eine Art der Luftbildfotografie, bei der sich das Aufnahmegerät nicht an oder in einem Luftfahrzeug befindet. Dazu kann die Kamera an einem Teleskopmast angebracht (Pole Aerial Photography) oder auf hohen Bauwerken, wie zum Beispiel den Aussichtsplattformen von Fernsehtürmen, positioniert.
Weitere Methoden sind
- Auf- und Ablassen einer Kamera mit einem Fesselballon,
- Ablassen mittels einer Leine von einem Hohen Bauwerk, z. B. einer Brücke.
- Freier Fall, Wurfparabel – heikel ist die Landedämpfung, Wasserdichtheit bei Wurf ins Wasser
  - Werfen von einem Bauwerk,
  - Hinaufwerfen vom Boden
- Filmen bei Mitfahrt mit einer Seilbahn.
- Nutzung von Seilen:
  - Kamera fährt entlang eines vorhandenen Seils
  - Kamera befährt ein Tragseilpaar mit endlosem Zugseil, CAMCAT etwa bei Schirennen
  - Kamera hängt an 3 oder 4 Seilen die zu Mastköpfen mit Seilwinden laufen. Etwa rundum ein Fußballstadion.

Zum Visieren, zum Zoomen, zum Übertragen der Steuersignale und zur Übertragung der Aufnahme werden seit langem Funkverbindung in beide Richtungen genutzt. Einfachere Methoden, die früher verwendet wurden, waren Selbstauslöseruhrwerk an der Kamera, Serienbildaufnahmen unter Drehen des Mastes.